# Place Émile-Chanoux
Place Émile-Chanoux (italienisch piazza Émile Chanoux) heißt der zentrale Platz in der Altstadt der italienischen Stadt Aosta.

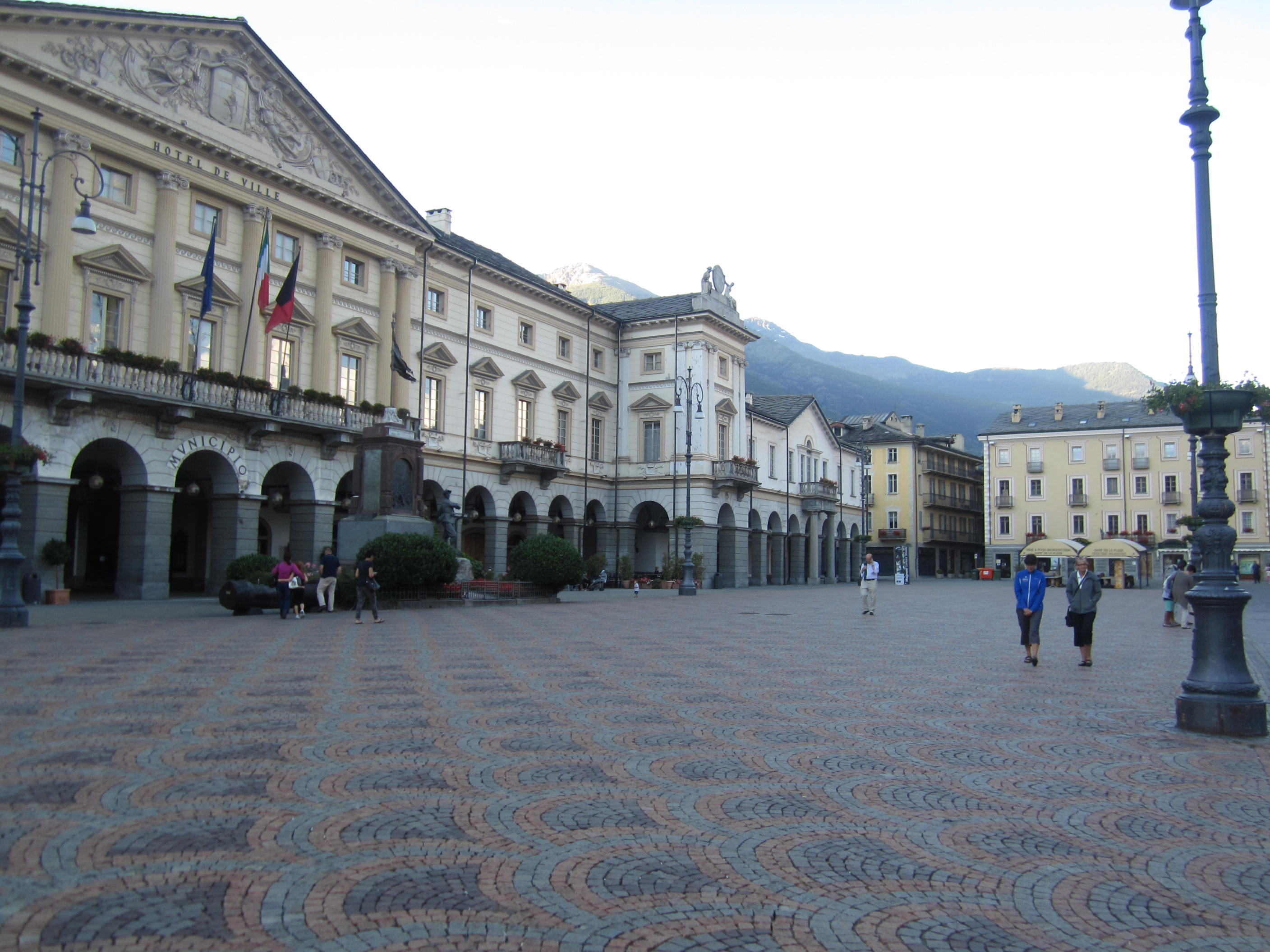
Place Émile-Chanoux

Der rechteckige Platz liegt im Herzen der Stadt an der historischen Verkehrsachse durch das Aostatal, die in der Antike auch die Hauptstraße Decumanus maximus in der Siedlung Augusta Prætoria bildete. Heute liegen im Verlauf der antiken Gasse die Rue/via Jean-Baptiste Tillier, benannt nach dem Historiker Jean-Baptiste de Tillier, und die Rue de la Porte prétorienne/via Porta Pretoria, die zum noch bestehenden römischen Stadttor Porta Praetoria führt. Von dieser Achse zweigen beim Stadtplatz rechtwinklig gegen Norden die Rue/via Xavier-de-Maistre (nach dem Schriftsteller Xavier de Maistre) und gegen Süden und zum Bahnhof von Aosta die Avenue/viale Conseil-des-Commis ab.
Bis nach dem Zweiten Weltkrieg war der Hauptplatz von Aosta dem sardinisch-piemontesischen König Karl Albert gewidmet, in dessen Regierungszeit die Anlage entstand. Danach wurde er zur Erinnerung an den während des Krieges von der faschistischen Miliz ermordeten Freiheitsaktivisten Émile Chanoux (1906–1944) umbenannt.
Im Jahr 1836 wurde das seit dem Mittelalter im Stadtzentrum von Aosta bestehende Franziskanerkloster abgebrochen, um an dieser Stelle nach Plänen des Architekten Michelangelo Bossi aus Turin das neue Rathaus von Aosta zu errichten und dabei einen repräsentativen Platz anzulegen. Neben dem Haupteingang des Rathauses befinden sich zwei Wandbrunnen mit Statuen, welche die beiden Flüsse von Aosta personifizieren, die Dora Baltea und den Buthier.
Auf dem Platz stand bis nach dem Ersten Weltkrieg das Denkmal für den Arzt Laurent Cerise, der aus Aosta stammte. 1924 wurde es entfernt und durch das vom Turiner Künstler Pietro Canonica geschaffene Kriegerdenkmal für die im Krieg gefallenen Alpini aus dem Aostatal ersetzt.
Neben dem Rathaus steht das Hôtel des États, in welchem früher Ratsversammlungen stattfanden und das heute als Ausstellungsort genutzt wird, und an der Südseite des Platzes das ehemalige Hôtel de la Couronne et de la Poste.

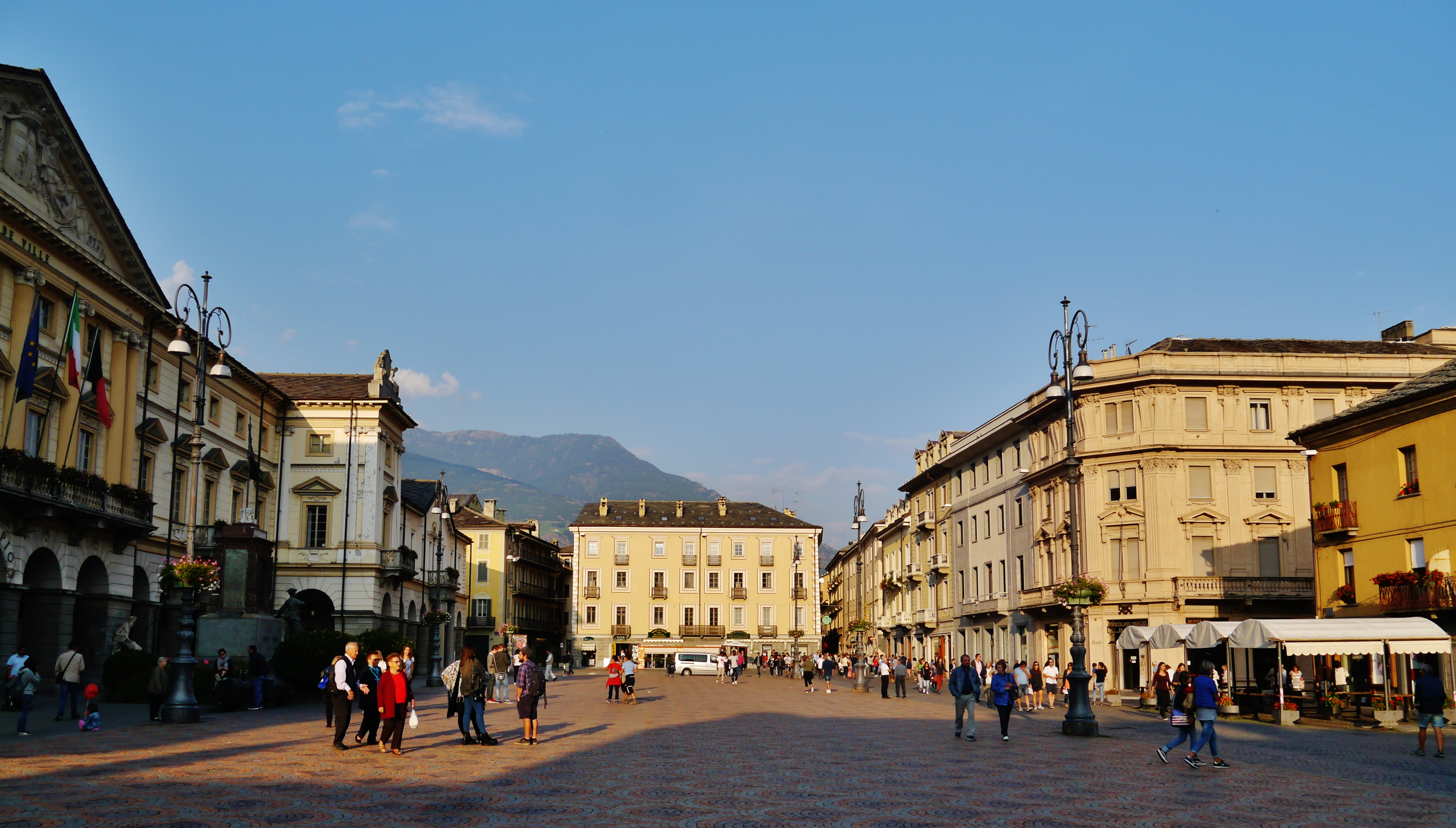
Ostseite
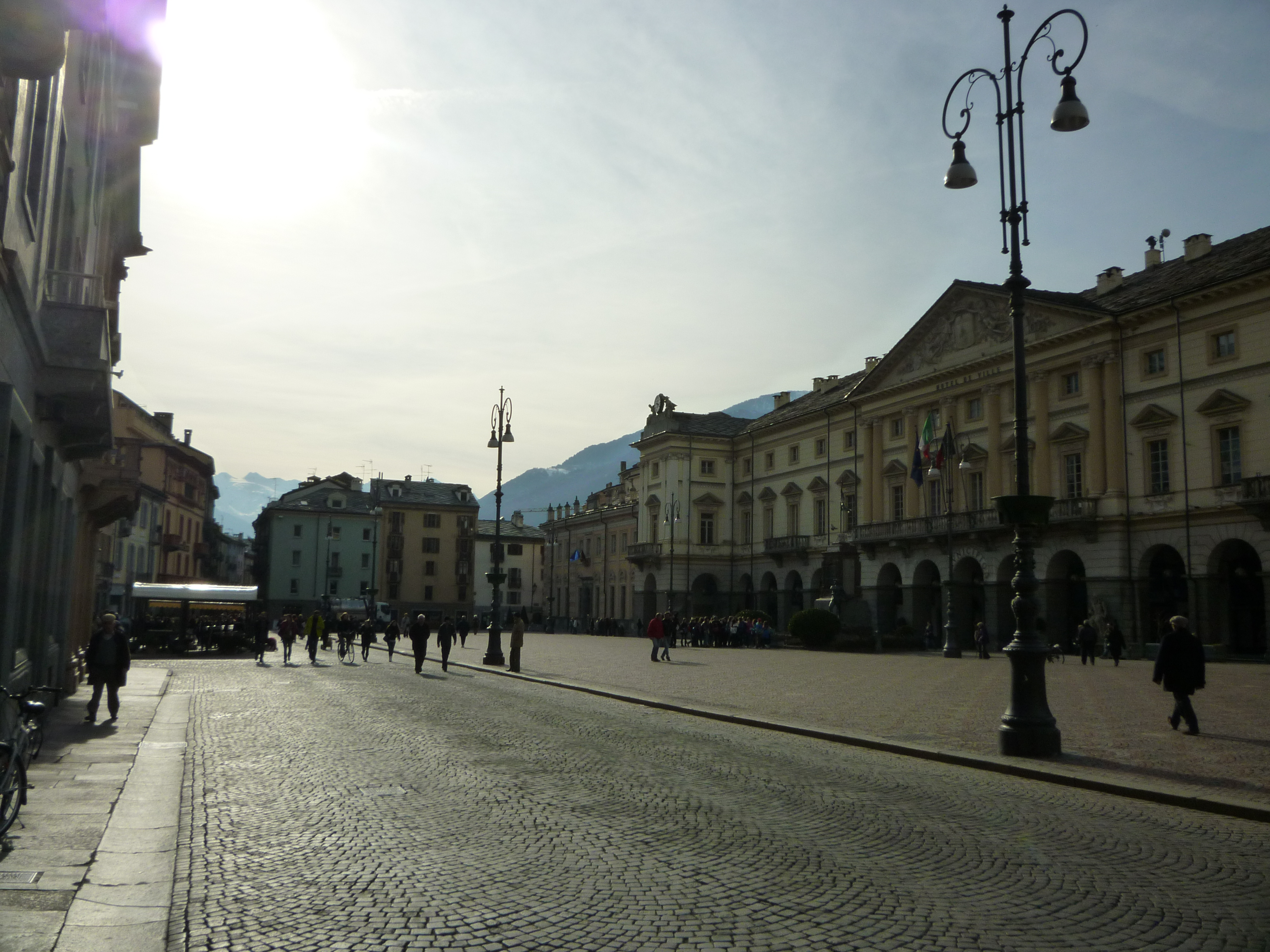
Westseite
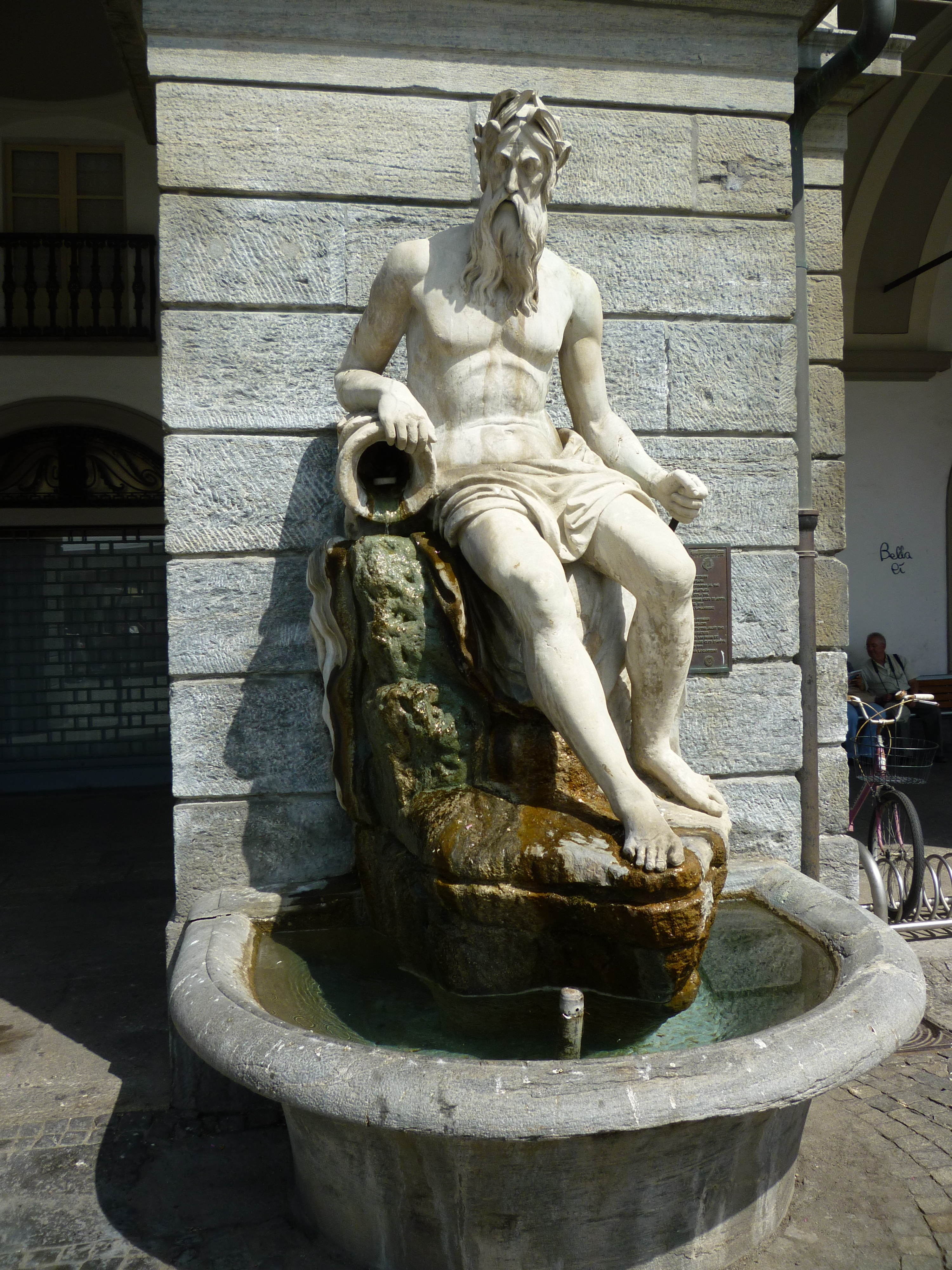
Fontaine Buthier
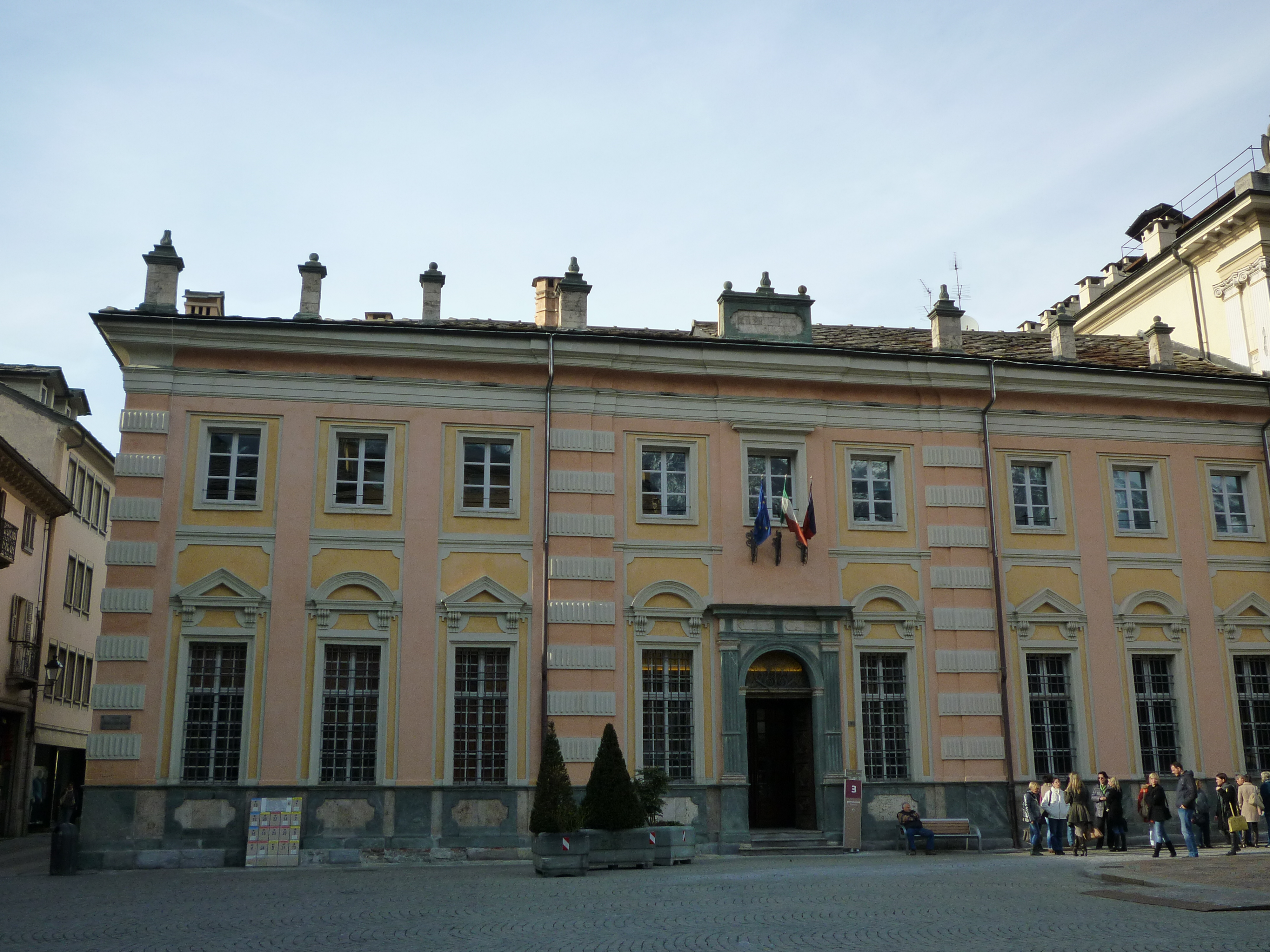
Hôtel des États
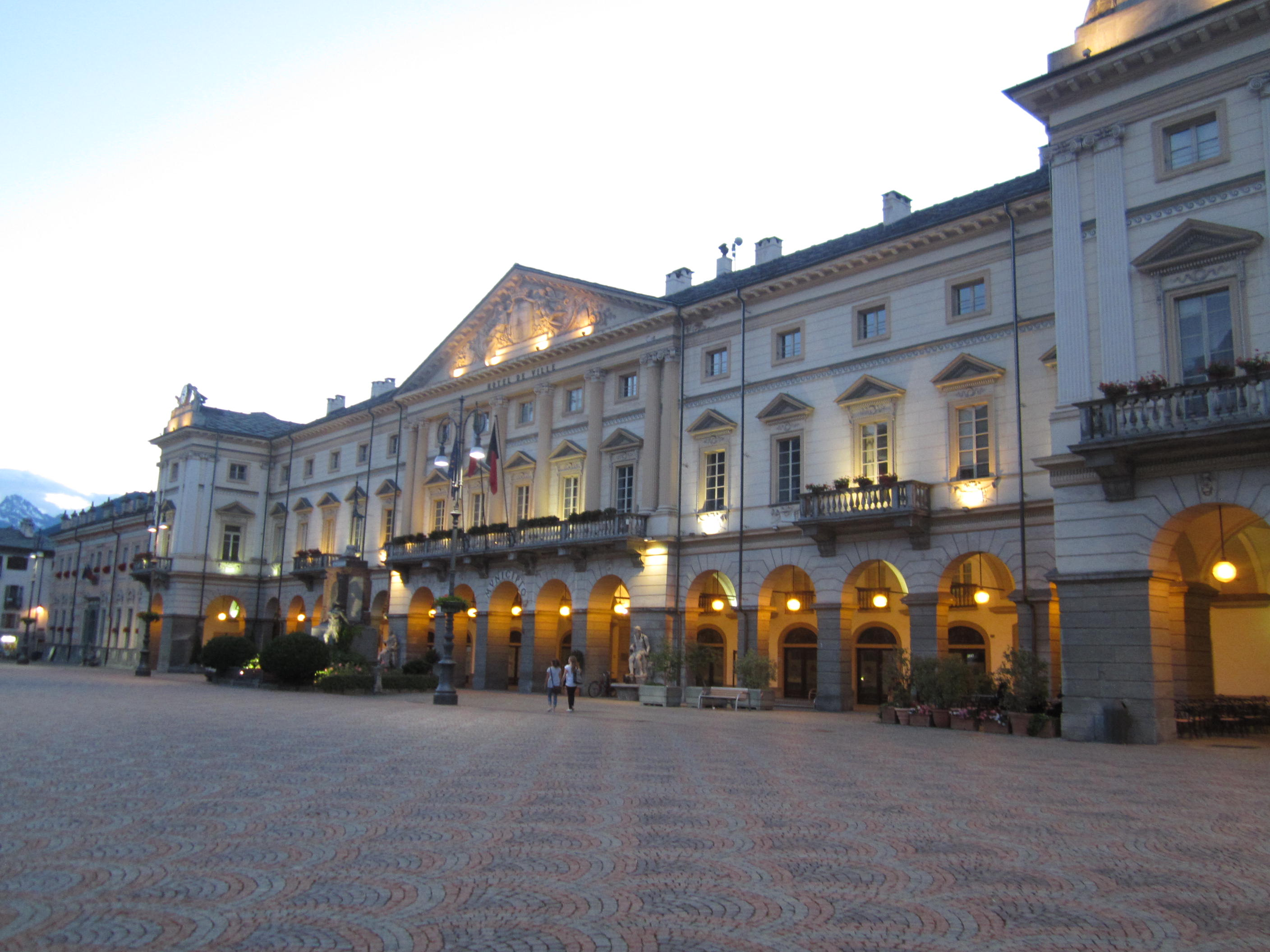
Hôtel de Ville